# Населення Французької Полінезії
Населення Французької Полінезії. Чисельність населення країни 2015 року становила 282,7 тис. осіб (182-ге місце у світі). Чисельність полінезійців стабільно збільшується, народжуваність 2015 року становила 15,22 ‰ (131-ше місце у світі), смертність — 5,02 ‰ (189-те місце у світі), природний приріст — 0,94 % (122-ге місце у світі) . 

## Природний рух

### Відтворення
Народжуваність у Французькій Полінезії, станом на 2015 рік, дорівнює 15,22 ‰ (131-ше місце у світі). Коефіцієнт потенційної народжуваності 2015 року становив 1,92 дитини на одну жінку (133-тє місце у світі).
Смертність у Французькій Полінезії 2015 року становила 5,02 ‰ (189-те місце у світі).
Природний приріст населення в країні 2015 року становив 0,94 % (122-ге місце у світі).

### Вікова структура

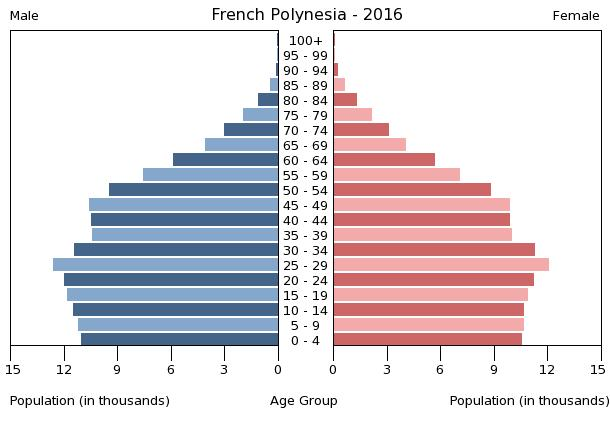
Віково-статева піраміда населення Французької Полінезії, 2015 рік

Середній вік населення Французької Полінезії становить 31,5 року (105-те місце у світі): для чоловіків — 31,3, для жінок — 31,7 року. Очікувана середня тривалість життя 2015 року становила 76,98 року (75-те місце у світі), для чоловіків — 74,72 року, для жінок — 79,36 року.
Вікова структура населення Французької Полінезії, станом на 2015 рік, мала такий вигляд:
- діти віком до 14 років — 23,31 % (33 894 чоловіка, 32 005 жінок);
- молодь віком 15—24 роки — 16,36 % (23 980 чоловіків, 22 270 жінок);
- дорослі віком 25—54 роки — 44,1 % (63 931 чоловік, 60 749 жінок);
- особи передпохилого віку (55—64 роки) — 8,83 % (12 847 чоловіків, 12 120 жінок);
- особи похилого віку (65 років і старіші) — 7,4 % (10 142 чоловіка, 10 765 жінок)[1].

## Розселення
Густота населення країни 2015 року становила 77,3 особи/км² (129-те місце у світі).

### Урбанізація
Французька Полінезія високоурбанізована країна. Рівень урбанізованості становить 55,9 % населення країни (станом на 2015 рік), темпи зростання частки міського населення — 0,85 % (оцінка тренду за 2010—2015 роки).
Головні міста країни: Папете (столиця) — 133,0 тис. осіб (дані за 2014 рік).

### Міграції
Річний рівень еміграції 2015 року становив 0,84 ‰ (145-те місце у світі). Цей показник не враховує різниці між законними і незаконними мігрантами, між біженцями, трудовими мігрантами та іншими.

## Расово-етнічний склад
| Етнічний склад (2015 рік) | Етнічний склад (2015 рік) | Етнічний склад (2015 рік) | Етнічний склад (2015 рік) | Етнічний склад (2015 рік) |
| ------------------------- | ------------------------- | ------------------------- | ------------------------- | ------------------------- |
| Етнос:                    |                           |                           | Відсоток:                 |                           |
| полінезійці               | полінезійці               |                           | 78%                       | 78%                       |
| китайці                   | китайці                   |                           | 12%                       | 12%                       |
| французи                  | французи                  |                           | 10%                       | 10%                       |

Головні етноси країни: полінезійці — 78 %, китайці — 12 %, французи — 10 % населення.

## Мови
| Мови Французької Полінезії (2005 рік) | Мови Французької Полінезії (2005 рік) | Мови Французької Полінезії (2005 рік) | Мови Французької Полінезії (2005 рік) | Мови Французької Полінезії (2005 рік) |
| ------------------------------------- | ------------------------------------- | ------------------------------------- | ------------------------------------- | ------------------------------------- |
| Мова:                                 |                                       |                                       | Відсоток:                             |                                       |
| французька                            | французька                            |                                       | 61.1%                                 | 61.1%                                 |
| полінезійська                         | полінезійська                         |                                       | 31.4%                                 | 31.4%                                 |
| азійські мови                         | азійські мови                         |                                       | 1.2%                                  | 1.2%                                  |
| інші                                  | інші                                  |                                       | 0.3%                                  | 0.3%                                  |

Офіційні мови: французька — розмовляє 61,1 % населення країни, полінезійська — 31,4 %. Інші поширені мови: азійські мови 1,2 %, інші — 0,3 % (перепис 2002 року).

## Релігії
| Релігії в Французькій Полінезії (2009 рік) | Релігії в Французькій Полінезії (2009 рік) | Релігії в Французькій Полінезії (2009 рік) | Релігії в Французькій Полінезії (2009 рік) | Релігії в Французькій Полінезії (2009 рік) |
| ------------------------------------------ | ------------------------------------------ | ------------------------------------------ | ------------------------------------------ | ------------------------------------------ |
| Віросповідання:                            |                                            |                                            | Відсоток:                                  |                                            |
| протестанти                                | протестанти                                |                                            | 54%                                        | 54%                                        |
| католики                                   | католики                                   |                                            | 30%                                        | 30%                                        |
| інші                                       | інші                                       |                                            | 10%                                        | 10%                                        |
| атеїсти                                    | атеїсти                                    |                                            | 6%                                         | 6%                                         |

Головні релігії й вірування, які сповідує, і конфесії та церковні організації, до яких відносить себе населення країни: протестантизм — 54 %, римо-католицтво — 30 %, інші — 10 %, не сповідують жодної — 6 % (станом на 2015 рік).

## Освіта
Рівень письменності 2015 року становив 99 % дорослого населення (віком від 15 років): 99 % — серед чоловіків, 99 % — серед жінок.

## Охорона здоров'я
Смертність немовлят до 1 року, станом на 2015 рік, становила 4,73 ‰ (177-ме місце у світі); хлопчиків — 5,25 ‰, дівчаток — 4,18 ‰.

### Захворювання
Кількість хворих на СНІД невідома, дані про відсоток інфікованого населення в репродуктивному віці 15—49 років відсутні. Дані про кількість смертей від цієї хвороби за 2014 рік відсутні.

### Санітарія
Доступ до облаштованих джерел питної води 2015 року мало 100 % населення в містах і 100 % в сільській місцевості; загалом 100 % населення країни. Відсоток забезпеченості населення доступом до облаштованого водовідведення (каналізація, септик): в містах — 98,5 %, в сільській місцевості — 98,5 %, загалом по країні — 98,5 % (станом на 2015 рік).

## Соціально-економічне становище
Співвідношення осіб, що в економічному плані залежать від інших, до осіб працездатного віку (15—64 роки) загалом становить 42,2 % (станом на 2015 рік): частка дітей — 31,5 %; частка осіб похилого віку — 10,7 %, або 9,3 потенційно працездатного на 1 пенсіонера. Загалом ці показники характеризують рівень потреби державної допомоги в секторах освіти, охорони здоров'я та пенсійного забезпечення, відповідно. За межею бідності 2009 року перебувало 19,7 % населення країни. Дані про розподіл доходів домогосподарств в країні відсутні.
Станом на 2012 рік, в країні 116,98 тис. осіб не має доступу до електромереж; 59 % населення має доступ, в містах цей показник дорівнює 72 %, у сільській місцевості — 45 %. Рівень проникнення інтернет-технологій високий. Станом на липень 2015 року в країні налічувалось 183 тис. унікальних інтернет-користувачів (163-тє місце у світі), що становило 64,6 % загальної кількості населення країни.

### Трудові ресурси
Загальні трудові ресурси 2012 року становили 114,3 тис. осіб (182-ге місце у світі). Зайнятість економічно активного населення у господарстві країни розподіляється таким чином: аграрне, лісове і рибне господарства — 13 %; промисловість і будівництво — 19 %; сфера послуг — 68 % (2013). Безробіття 2012 року дорівнювало 21,8 % працездатного населення, 2010 року — 1,7 % (172-ге місце у світі); серед молоді у віці 15—24 років ця частка становила 34,2 %, серед юнаків — 31,4 %, серед дівчат — 38,5 %

## Гендерний стан
Статеве співвідношення (оцінка 2015 року):
- при народженні — 1,05 особи чоловічої статі на 1 особу жіночої;
- у віці до 14 років — 1,06 особи чоловічої статі на 1 особу жіночої;
- у віці 15—24 років — 1,08 особи чоловічої статі на 1 особу жіночої;
- у віці 25—54 років — 1,05 особи чоловічої статі на 1 особу жіночої;
- у віці 55—64 років — 1,06 особи чоловічої статі на 1 особу жіночої;
- у віці за 64 роки — 0,94 особи чоловічої статі на 1 особу жіночої;
- загалом — 1,05 особи чоловічої статі на 1 особу жіночої[1].

## Демографічні дослідження
Демографічні дослідження у країні ведуться рядом державних і наукових установ Франції:
- Національний інститут статистики і економічних досліджень Франції (фр. Institut national de la statistique et des études économiques).

### Українською
- Атлас. 10—11 клас. Економічна і соціальна географія світу / упорядники :  О. Я. Скуратович, Н. І. Чанцева. — К. : ДНВП «Картографія», 2010. — ISBN 978-966-475-639-3.
- Атлас світу / голов. ред. І. С. Руденко ; зав. ред. В. В. Радченко ; відп. ред. О. В. Вакуленко. — К. : ДНВП «Картографія», 2005. — 336 с. — ISBN 9666315467.
- Безуглий В. В. Економічна і соціальна географія зарубіжних країн : Навчальний посібник. — К. : ВЦ «Академія», 2007. — 704 с. — ISBN 978-966-580-239-6.
- Безуглий В. В., Козинець С. В. Регіональна економічна і соціальна географія світу : Навчальний посібник. — видання 2-ге, доп., перероб. — К. : ВЦ «Академія», 2007. — 688 с. — ISBN 966-580-144-9.
- Головченко В. І., Кравчук О. Країнознавство: Азія, Африка, Латинська Америка, Австралія і Океанія. — К., 2006. — 335 с. — ISBN 966-8939-04-2.
- Гудзеляк І. І. Географія населення: Навчальний посібник / І. Гудзеляк. — Л. : Видавничий центр ЛНУ імені Івана Франка, 2008. — 232 с. — ISBN 978-966-613-599-8.
- Дахно І. І. Країни світу: Енциклопедичний довідник / І. І. Дахно, С. М. Тимофієв. — К. : Мапа, 2011. — 606 с. — (Бібліотека нового українця) — ISBN 978-966-8804-23-6.
- Дахно І. І. Економічна географія зарубіжних країн : навчальний посібник. — К. : Центр учбової літератури, 2014. — 319 с. — ISBN 978-611-01-0682-5.
- Джаман В. О. Регіональні системи розселення: демографічні аспекти. — Чернівці : Рута, 2003. — 392 с. — ISBN 9665685988.
- Дорошенко Л. С. Демографія: Навчальний посібник. — К. : МАУП, 2005. — 112 с. — ISBN 966-608-442-2.
- Дубович І. А. Країнознавчий словник-довідник. — 5-те вид., перероб. і доп. — К. : Знання, 2008. — 839 с. — ISBN 978-966-346-330-8.
- Економічна і соціальна географія країн світу. Навчальний посібник / За ред. Кузика С. П. — Л. : Світ, 2002. — 672 с. — ISBN 966-603-178-7.
- Загальна медична географія світу / В. О. Шевченко [та ін.] — К. : [б.в.], 1998. — 178 с.
- Книш М. М., Мамчур О. І. Регіональна економічна і соціальна географія світу (Латинська Америка та Карибські країни, Африка, Азія, Океанія) : навч. посіб. — Л. : ЛНУ ім. Івана Франка, 2013. — 368 с. — ISBN 978-617-10-0007-0.
- Крисаченко В. С. Динаміка населення: Популяційні, етнічні та глобальні виміри. — К. : Видавництво Національного інституту стратегічних досліджень, 2005. — 368 с. — ISBN 966-554-083-1.
- Любіцева О. О., Мезенцев К. В., Павлов С. В. Географія релігій. — К. : АртЕК, 1999. — 504 с. — ISBN 966-505-006-0.
- Масляк П. О. Країнознавство. — К. : Знання, 2007. — 292 с. — (Вища освіта XXI століття)
- Масляк П. О., Дахно І. І. Економічна і соціальна географія світу / П. О. Масляк, І. І. Дахно ; за ред. П. О. Масляка. — К. : Вежа, 2003. — 280 с. — ISBN 966-7091-53-8.

### Російською
- (рос.) Французская Полинезия // Демографический энциклопедический словарь / главн. ред. Валентей Д. И. — М. : Советская энциклопедия, 1985. — 608 с.
- (рос.) Французская Полинезия // Страны и народы. Австралия и Океания. Антарктида / Редкол. П. И. Пучков (отв. ред.) и др. — М. : «Мысль». — 301 с. — (Страны и народы) — 180 тис. прим.
- (рос.) Атлас народов мира / Отв. ред. С. И. Брук и В. С. Апенченко. — М. : ГУГК ГГК СССР и Институт этнографии им. Н. Н. Миклухо-Маклая АН СССР, 1964. — 185 с. — 20 тис. прим.
- (рос.) Численность и расселение народов мира. Этнографические очерки / под ред. С. И. Брука. — М. : Издательство АН СССР, 1962. — 487 с.
- (рос.) Лаппо Г. М. География городов: Учебное пособие для географических факультетов вузов. — М. : Туманит, изд. центр ВЛАДОС, 1997. — 476 с. — ISBN 5-691-00047-0.
- (рос.) Ягельский А. География населения. — М. : Прогресс, 1980. — 383 с.